# Resolució 235 del Consell de Seguretat de les Nacions Unides
La Resolució 235 del Consell de Seguretat de les Nacions Unides, aprovada per unanimitat el 9 de juny de 1967, després de notar que els governs d'Israel i Síria han acceptat la demanda del Consell d'un alto el foc, el Consell va exigir que les hostilitats cessin immediatament i va demanar que el Secretari General mantingui contactes immediats amb els governs d'Israel i Síria per organitzar immediatament el compliment de l'alto el foc i informar al Consell de Seguretat en el termini de dues hores després de la resolució.
La reunió, sol·licitada per la Unió Soviètica i els Estats Units, va aprovar la resolució per unanimitat. El mateix dia, Síria i Israel van acceptar els termes de la resolució.